# 月の踊り子
| サブスタブ | この項目は、まだ閲覧者の調べものの参照としては役立たない、書きかけの項目です。この項目を加筆・訂正などしてくださる協力者を求めています。このテンプレートは分野別のサブスタブテンプレートやスタブテンプレート（Wikipedia:分野別のスタブテンプレート参照）に変更することが望まれています。 |

「月の踊り子」（つきのおどりこ）は、NHKの音楽番組『みんなのうた』で、2022年6月・7月に放送された楽曲。作詞：かわむら、作曲・歌：ポップしなないで。